# Esther Rethy
Esther Rethy (Budapest, 22 de octubre de 1912 -† Viena, 28 de enero de 2004) fue una soprano lírica húngara de destacada actuación entre 1937 y 1955.

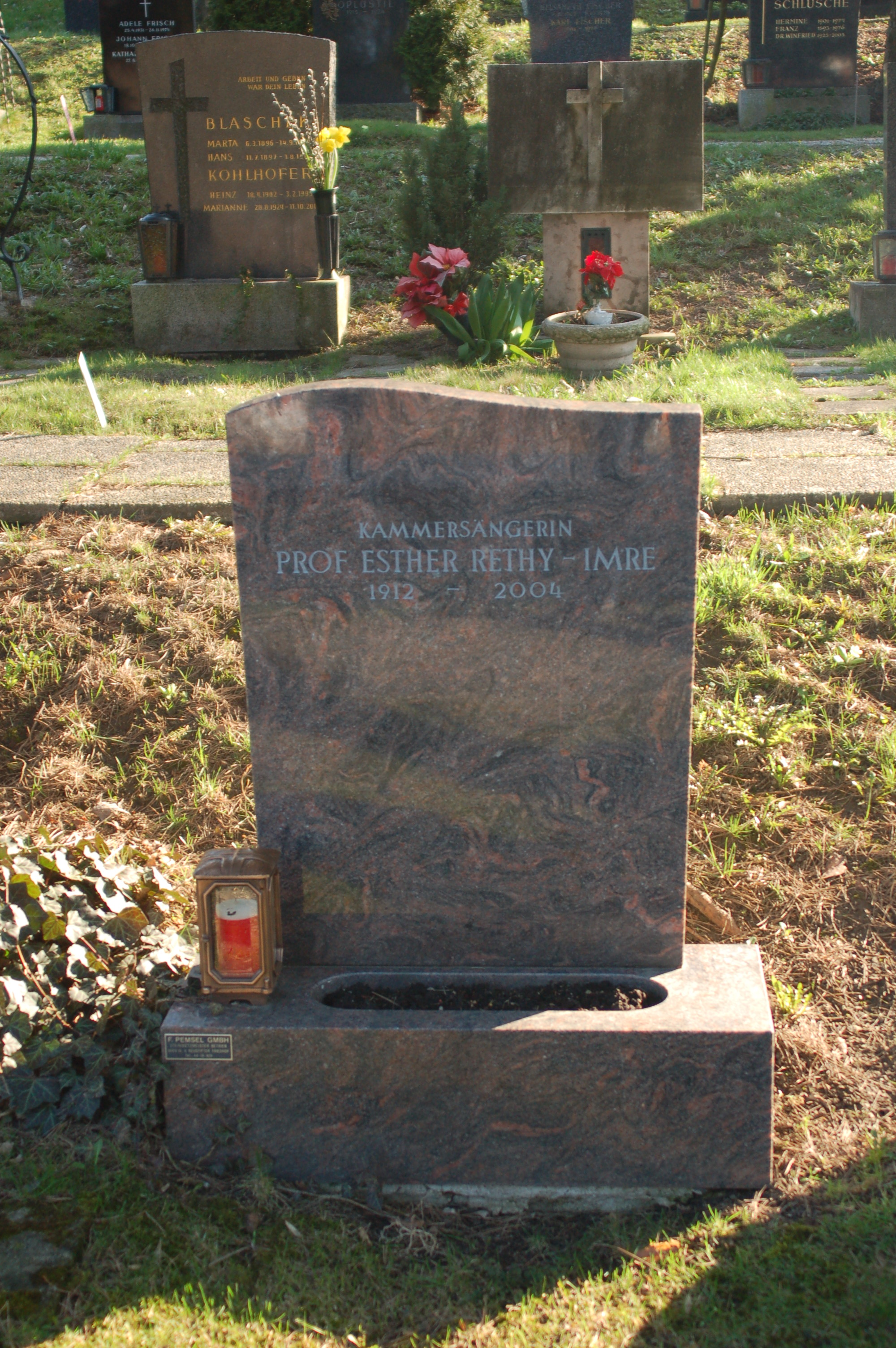

Debutó en la Opera de Budapest en 1934 y en 1937 en Wiener Staatsoper como Margarita en Fausto junto a Jussi Björling permaneciendo en la compañía por doce temporadas cantando Mimi, Lauretta, Micaela, Pamina, Alice Ford, Desdemona, Violetta Valery y otras.
En 1937 cantó en el Festival de Salzburgo en Las bodas de Fígaro dirigida por Bruno Walter. Fue conocida también como Sophie de El caballero de la rosa y en opereta donde se destacó especialmente en la segunda fase de su carrera como Rosalinde en Die Fledermaus, Der Opernball, Saffi en Der Zigeunerbaron, Annina en Eine Nacht in Venedig, Fiametta en Boccaccio, Angèle Didier en Der Graf von Luxemburg y Hanna Glawari en Die Lustige Witwe. 
Grabó operetas dirigidas por Franz Lehár junto al tenor Richard Tauber
Su proyectado debut en la Metropolitan Opera de Nueva York fue cancelado debido a la Segunda Guerra Mundial.
Se retiró en 1968 en Viena donde se dedicó a la enseñanza.
Estuvo casada con el director Anton Paulik y luego con el Dr. Vincent Imre con quien tuvo su hijo, el director de orquesta Laszló Imre. 
Fue condecorada "Cantante de la Corte" en 1948 (Kammersänger) y recibió la Medalla de Austria en 1958.

## Discografía de referencia
- Mozart: Le Nozze Di Figaro / Walter, Festival de Salzburgo 1937
- R. Strauss: Die Liebe Der Danae / Clemens Krauss, Munich 1952